# 八百屋お七 江戸祭り一番娘
『八百屋お七 江戸祭り一番娘』（やおやおしち えどまつりいちばんむすめ）は、1960年8月9日に公開された日本映画。製作、配給は東宝。モノクロ、東宝スコープ。

## スタッフ
以下のスタッフ名は特に記載のない限り東宝WEBに従った。
- 監督：岩城英二
- 製作：安達英三朗
- 脚本：山本嘉次郎、若尾徳平
- 音楽：松井八郎
- 撮影：鈴木斌
- 美術：植田寛
- 録音：保坂有明
- 照明：石川緑郎
- 整音：下永尚[2]

## キャスト
以下の役名と出演者名は特に記載のない限り東宝WEBに従った。
- 八百屋お七、お八：中島そのみ[3]
- 安藤吉三郎：佐原健二
- お杉：若山セツ子
- お光：北川町子
- 土左衛門伝吉：藤木悠
- 八百屋久兵衛：有島一郎[3]
- 八百屋おたね：一の宮あつ子[3]
- 伊藤忠之進：丘寵児
- 海老名軍蔵：堤康久[3]
- 仲間九助：大村千吉[3]
- 釜屋武兵衛：田武謙三
- 日和上人：左卜全
- 小坊主珍念：白田肇
- お作：三田照子
- 岡っ引安五郎：宮田羊容[3]
- 大岡越前守：大友伸
- 吉田三五郎：西条悦朗[3]
- 番頭喜助：熊谷二良
- 女中お玉：小西瑠美
- 小僧三太：三浦敏男
- 医者竹庵：沢村いき雄